# Источна хемисфера
Источна хемисфера географски је термин за источну половину планете Земље.   
Ова хемисфера се простире правцем исток—запад, од почетног меридијана — Гринича до Стоосамдесетог меридијана, који се налази у отвореним водама Тихог окана.  